# Kernilis
Kernilis (bret. Kerniliz) – miejscowość i gmina we Francji, w regionie Bretania, w departamencie Finistère.
Według danych na rok 1990 gminę zamieszkiwało 1016 osób, a gęstość zaludnienia wynosiła 100 osób/km² (wśród 1269 gmin Bretanii Kernilis plasuje się na 576. miejscu pod względem liczby ludności, natomiast pod względem powierzchni na miejscu 830.).